# 1954 في تونس
فيما يلي قوائم الأحداث التي وقعت خلال عام 1954 في تونس.

## وفيات

### يونيو
- 10 يونيو - سالم الشاذلي طبيب تونسي.